# Sinsaenum
Sinsaenum je mezinárodní metalová superskupina založená v roce 2016. Ve skupině působí bývalý baskytarista DragonForce Frédéric Leclercq, zpěvák Sean Zatorsky (Dååth) a zpěvák Attila Csihar (Mayhem). Své debutové album Echoes of the Tortured vydali v roce 2016. Ve skupině působil bubeník Joey Jordison, který v roce 2013 kvůli neurologickým potížím skončil ve Slipknot, v kapele působil až do své smrti.

## Sestava
- Frédéric Leclercq – kytara, basová kytara, klávesy, zpěv (2016–současnost)
- Attila Csihar – zpěv (2016–současnost)
- Sean Zatorsky – zpěv (2016–současnost)
- Stéphane Buriez – kytara (2016–současnost)
- Heimoth C. Krueger – basová kytara (2016–současnost)

## Dřívější členové
- Joey Jordison – bicí (2016–2021) (zemřel)

## Diskografie
Studiová alba
- Echoes of the Tortured (2016)
- Repulsion for Humanity (2018)

EP
- Sinsaenum (2016)
- A Taste of Sin (2016)
- Ashes (2017)

Singly
- „Ashes“ (2017)
- „Final Resolve“ (2018)
- „Hooch“ (2018)